# 분노 (2019년 영화)
《분노》(베트남어: Hai Phượng, 영어: Furie)는 2019년 베트남 액션 영화이다. 응오타인번이 인신매매 조직에 딸을 납치당해 구출하고자 하는 어머니 '하이프엉'을 연기하였다. 감독은 레반끼엣이다. 해외에는 넷플릭스를 통해 공개되었다.

## 출연진
- 응오타인번 - 하이프엉
- 마이깟비 - 마이
- 판타인니엔 - 까인삿르엉
- 팜아인코아 - 쯕
- 쩐타인소아 - 타인소이